# Steatoda nigrimaculata
Steatoda nigrimaculata là một loài nhện trong họ Theridiidae.
Loài này thuộc chi Steatoda. Steatoda nigrimaculata được miêu tả năm 2001 bởi Zhang, Jun Chen & Zhu.